# 2010 FX86
2010 FX86 ist ein großes transneptunisches Objekt, welches bahndynamisch als Detached Object oder auch allgemeiner als «Distant Object» eingestuft wird. Aufgrund seiner Größe ist der Asteroid ein Zwergplanetenkandidat.

## Entdeckung
2010 FX86 wurde am 17. März 2010 von einem amerikanisch-polnischen Astronomenteam bestehend aus Scott S. Sheppard, Andrzej Udalski, Igor Soszyński und Chad Trujillo mit dem 1,3–Teleskop am Las-Campanas-Observatorium (Chile) entdeckt. Die Entdeckung wurde am 9. April 2010 bekanntgegeben.
Der Beobachtungsbogen des Asteroiden beginnt mit der offiziellen Entdeckungsbeobachtung im März 2010. Im September 2018 lagen insgesamt 148 Beobachtungen über einen Zeitraum von 8 Jahren vor. Die bisher letzte Beobachtung wurde im Juni 2017 im Rahmen des Pan-STARRS-Programmes durchgeführt.

## Eigenschaften

### Umlaufbahn
2010 FX86 umkreist die Sonne in 323,61 Jahren auf einer leicht elliptischen Umlaufbahn zwischen 44,11 AE und 50,16 AE Abstand zu deren Zentrum. Die Bahnexzentrizität beträgt 0,064, die Bahn ist 25,17° gegenüber der Ekliptik geneigt. Derzeit ist der Planetoid 46,03 AE von der Sonne bzw. 46,10 AE von der Erde entfernt. Das Perihel durchläuft er das nächste Mal 2077, der letzte Periheldurchlauf dürfte also im Jahre 1754 erfolgt sein. (Stand 3. Februar 2019)
Anhand der Bahnelemente rechnete man zunächst mit einem Cubewano; Marc Buie (DES) stuft den Planetoiden dagegen als erweitertes SDO (ESDO bzw. DO) ein; das Minor Planet Center führt es allgemein als «Distant Object».

### Größe
Derzeit wird von einem Durchmesser von etwa 549 km ausgegangen, basierend auf einem Rückstrahlvermögen von 9 % und einer absoluten Helligkeit von 4,6 m; dies ist allerdings mit einigen Unsicherheiten behaftet, da aufgrund der noch unbekannten Albedo die Einschätzungen von 230 bis 600 km reichen. Die scheinbare Helligkeit von 2010 FX86 beträgt 21,32 m.
Da anzunehmen ist, dass sich 2010 FX86 aufgrund seiner Größe im hydrostatischen Gleichgewicht befindet und somit weitgehend rund sein muss, sollte er die Kriterien für eine Einstufung als Zwergplanet erfüllen. Mike Brown geht davon aus, dass es sich bei 2010 FX86 um wahrscheinlich einen Zwergplaneten handelt.
2010 FX86 rotiert in 15 Stunden und 48 Minuten einmal um ihre Achse. Daraus ergibt sich, dass er in einem 2010 FX86-Jahr 179633,6 Eigendrehungen („Tage“) vollführt.
| Jahr                                         | Abmessungen km | Quelle   |
| -------------------------------------------- | -------------- | -------- |
| 2018                                         | 509,0          | Johnston |
| 2018                                         | 549,0          | Brown    |
| Die präziseste Bestimmung ist fett markiert. |                |          |